# Margherita d'Inghilterra (regina di Scozia)
Margherita d'Inghilterra (Windsor, 29 settembre 1240 – Cupar, 26 febbraio 1275) è stata regina consorte di Scozia, come prima moglie del re Alessandro III di Scozia.

## Biografia
Margherita era la figlia di Enrico III d'Inghilterra, e di sua moglie, Eleonora di Provenza. La prima apparizione di Margherita nelle testimonianze storiche riguarda un evento a Londra, all'età di tre anni, insieme al fratello, il futuro Edoardo I.

## Matrimonio
Il re Alessandro II di Scozia era stato precedentemente sposato con sua zia paterna, Giovanna d'Inghilterra. Nel 1244, suo padre e Alessandro II si incontrarono a Newcastle per riprendere relazioni pacifiche tra le due nazioni, e fu deciso che il futuro Alessandro III di Scozia dovesse sposare Margherita.
Le nozze si celebrarono il 25 dicembre 1251, a York Minster. La coppia rimase a York fino a gennaio dell'anno successivo, in seguito andarono a vivere a Edimburgo. Ebbero tre figli:
- Margherita (1260–1283), sposò con Eirik II di Norvegia;
- Alessandro (21 gennaio 1263–28 gennaio 1283);
- Davide di Scozia (20 marzo 1272–giugno 1281).

Si dice che Margherita fosse infelice in Scozia e creò alcune tensioni tra Inghilterra e Scozia scrivendo alla sua famiglia di come veniva trattata. A causa della loro età, non era considerato adatto per la coppia reale avere rapporti sessuali. A Margherita non era quindi permesso di vedere Alessandro molto spesso. Inoltre, non le piaceva il palazzo reale e odiava Edimburgo, o il clima, e le mancava l'Inghilterra e la sua famiglia. Scrisse della nostalgia di casa e delle lamentele con i suoi genitori, che le chiesero di andare a farle visita. Gli scozzesi, tuttavia, rifiutarono il permesso, a causa del rischio che non sarebbe mai tornata.
Nel 1255, la regina Eleonora mandò il suo medico a Edimburgo per indagare sul benessere di Margherita. Riferì che era pallida e depressa e si lamentava della solitudine e dell'abbandono. Suo padre inviò una nuova delegazione, scrisse ad alcuni dei conti scozzesi e chiese che fosse trattata meglio. La regina Margherita si lamentava con gli inviati di suo padre di essere stata detenuta come prigioniera senza il permesso di viaggiare e che non le era permesso di vedere il coniuge. Dopo questo, il re d'Inghilterra e il consiglio di reggenza della Scozia raggiunsero un accordo. Fu convenuto che, dato che la coppia reale aveva ormai quattordici anni, si sarebbe dovuto permettere loro di consumare il loro matrimonio, e il consiglio di reggenza sarebbe stato obbligato a consegnare il potere ad Alessandro tra sette anni: Alessandro avrebbe dovuto avere dei rapporti fisici con Margherita, e le consentiva la libertà di viaggiare per visitare i suoi genitori. Lo stesso anno, il 7 settembre 1255, Margherita e Alessandro III visitarono i suoi genitori e la sorella di Margherita, Beatrice, a Wark.
Nel 1257, Margherita e Alessandro III furono catturati e tenuti prigionieri dalla famiglia Comyn, che chiese l'espulsione di tutti gli stranieri dalla Scozia. Alla fine furono rilasciati dopo l'intervento di suo padre e del consiglio di reggenza scozzese. Visitò l'Inghilterra in altre due occasioni ma non fu in grado di partecipare al funerale di suo padre nel 1272 a causa della sua gravidanza.
Si diceva che Margherita fosse responsabile della morte di un giovane cortigiano, che presumibilmente aveva ucciso suo zio Simone di Montfort.

## Morte
Margherita e Alessandro III erano presenti all'incoronazione di Edoardo I a Westminster nell'agosto 1274.
Margherita morì il 26 febbraio 1275, al Castello di Cupar e fu sepolta nella Dunfermline Abbey, Fife.

## Ascendenza
|                                    |                        |                         | Genitori                     |  |  | Nonni |  |  | Bisnonni                |  |  | Trisnonni          |  |
|                                    |                        |                         |                              |  |  |       |  |  | Enrico II d'Inghilterra |  |  | Goffredo V d'Angiò |  |
|                                    |                        |                         |                              |  |  |       |  |  | Enrico II d'Inghilterra |  |  | Goffredo V d'Angiò |  |
|                                    |                        | Matilde d'Inghilterra   |                              |  |  |       |  |  | Enrico II d'Inghilterra |  |  |                    |  |
| Giovanni d'Inghilterra             |                        |                         |                              |  |  |       |  |  | Enrico II d'Inghilterra |  |  |                    |  |
|                                    |                        | Eleonora d'Aquitania    | Guglielmo X di Aquitania     |  |  |       |  |  |                         |  |  |                    |  |
|                                    |                        | Eleonora d'Aquitania    | Guglielmo X di Aquitania     |  |  |       |  |  |                         |  |  |                    |  |
|                                    |                        | Eleonora d'Aquitania    | Aénor di Châtellerault       |  |  |       |  |  |                         |  |  |                    |  |
| Enrico III d'Inghilterra           |                        | Eleonora d'Aquitania    |                              |  |  |       |  |  |                         |  |  |                    |  |
|                                    |                        | Ademaro III d'Angoulême | Guglielmo VI d'Angoulême     |  |  |       |  |  |                         |  |  |                    |  |
|                                    |                        | Ademaro III d'Angoulême | Guglielmo VI d'Angoulême     |  |  |       |  |  |                         |  |  |                    |  |
|                                    |                        | Ademaro III d'Angoulême | Margherita de Turenne        |  |  |       |  |  |                         |  |  |                    |  |
| Isabella d'Angoulême               |                        | Ademaro III d'Angoulême |                              |  |  |       |  |  |                         |  |  |                    |  |
|                                    |                        | Alice di Courtenay      | Pietro I di Courtenay        |  |  |       |  |  |                         |  |  |                    |  |
|                                    |                        | Alice di Courtenay      | Pietro I di Courtenay        |  |  |       |  |  |                         |  |  |                    |  |
|                                    |                        | Alice di Courtenay      | Elisabetta di Courtenay      |  |  |       |  |  |                         |  |  |                    |  |
| Margherita d'Inghilterra           |                        | Alice di Courtenay      |                              |  |  |       |  |  |                         |  |  |                    |  |
|                                    | Alfonso II di Provenza | Alfonso II d'Aragona    |                              |  |  |       |  |  |                         |  |  |                    |  |
|                                    | Alfonso II di Provenza | Alfonso II d'Aragona    |                              |  |  |       |  |  |                         |  |  |                    |  |
|                                    | Alfonso II di Provenza | Sancha di Castiglia     |                              |  |  |       |  |  |                         |  |  |                    |  |
| Raimondo Berengario IV di Provenza | Alfonso II di Provenza |                         |                              |  |  |       |  |  |                         |  |  |                    |  |
|                                    |                        | Garsenda di Provenza    | Rainou, conte di Forcalquier |  |  |       |  |  |                         |  |  |                    |  |
|                                    |                        | Garsenda di Provenza    | Rainou, conte di Forcalquier |  |  |       |  |  |                         |  |  |                    |  |
|                                    |                        | Garsenda di Provenza    | Gersend di Forcalquier       |  |  |       |  |  |                         |  |  |                    |  |
| Eleonora di Provenza               |                        | Garsenda di Provenza    |                              |  |  |       |  |  |                         |  |  |                    |  |
|                                    |                        | Tommaso I di Savoia     | Umberto III di Savoia        |  |  |       |  |  |                         |  |  |                    |  |
|                                    |                        | Tommaso I di Savoia     | Umberto III di Savoia        |  |  |       |  |  |                         |  |  |                    |  |
|                                    |                        | Tommaso I di Savoia     | Beatrice di Mâcon            |  |  |       |  |  |                         |  |  |                    |  |
| Beatrice di Savoia                 |                        | Tommaso I di Savoia     |                              |  |  |       |  |  |                         |  |  |                    |  |
|                                    |                        | Margherita di Ginevra   | Guglielmo I di Ginevra       |  |  |       |  |  |                         |  |  |                    |  |
|                                    |                        | Margherita di Ginevra   | Guglielmo I di Ginevra       |  |  |       |  |  |                         |  |  |                    |  |
|                                    |                        | Margherita di Ginevra   | Beatrice di Faucigny         |  |  |       |  |  |                         |  |  |                    |  |
|                                    |                        | Margherita di Ginevra   |                              |  |  |       |  |  |                         |  |  |                    |  |